# سرخیو کینترو
سرخیو کینترو (اسپانیایی: Sergio Quintero‎؛ زادهٔ ۱۲ مارس ۱۹۹۹) بازیکن فوتبال اهل اکوادور است. 
وی همچنین در تیم‌های ملی فوتبال زیر ۲۰ ساله اکوادور و زیر ۲۳ سال اکوادور بازی کرده‌است.

## دوران باشگاهی
پس از مذاکرات ناموفق با باشگاه فوتبال سلتیک و انتقال ناموفق به املک، کینترو در ۲۷ دسامبر ۲۰۲۰ قراردادی ۵ ساله با باشگاه ورزشی بارسلونا (اکوادور) امضا کرد.
استقلال خوزستان
سرخیو کینترو که در اواسط اسفند ۱۴۰۲ به استقلال خوزستان پیوسته بود، پس از انجام تست‌های پزشکی و معاینات، مشخص شد که به هپاتیت B مبتلا است. این موضوع باعث جدایی این بازیکن از جمع آبی‌های اهوازی شد و محمد آبشک به عنوان جایگزین او به این تیم اضافه شد.